# Stenonychosaurus
Stenonychosaurus (що означає «ящірка з вузькими кігтями») — рід динозаврів троодонтид із формації Парк динозаврів пізньої крейди в Альберті, Канада, а також, можливо, формації Два Медисін. Тип і єдиний вид, S. inequalis, був названий Чарльзом Мортрамом Стернбергом у 1932 році на основі стопи, фрагментів руки та деяких хвостових хребців пізньої крейди Альберти. Повніший скелет стеноніхозавра був описаний Дейлом Расселом у 1969 році з Dinosaur Park Formation, що згодом лягло в наукову основу для знаменитої скульптури стеноніхозавра в натуральну величину разом із його вигаданим гуманоїдним нащадком, «динозавроїдом». Стенонихозавр був невеликим динозавром, довжиною до 2,5 метрів і масою тіла 35 кілограмів. Їхні очі були дуже великими (можливо, це свідчить про частково нічний спосіб життя) і трохи спрямовані вперед, що давало стеноніхозавру деякий ступінь глибини сприйняття. У стеноніхозавра був один із найбільших серед відомих динозаврів мозок відносно його маси тіла (зрівнянний із сучасними птахами).

## Галерея

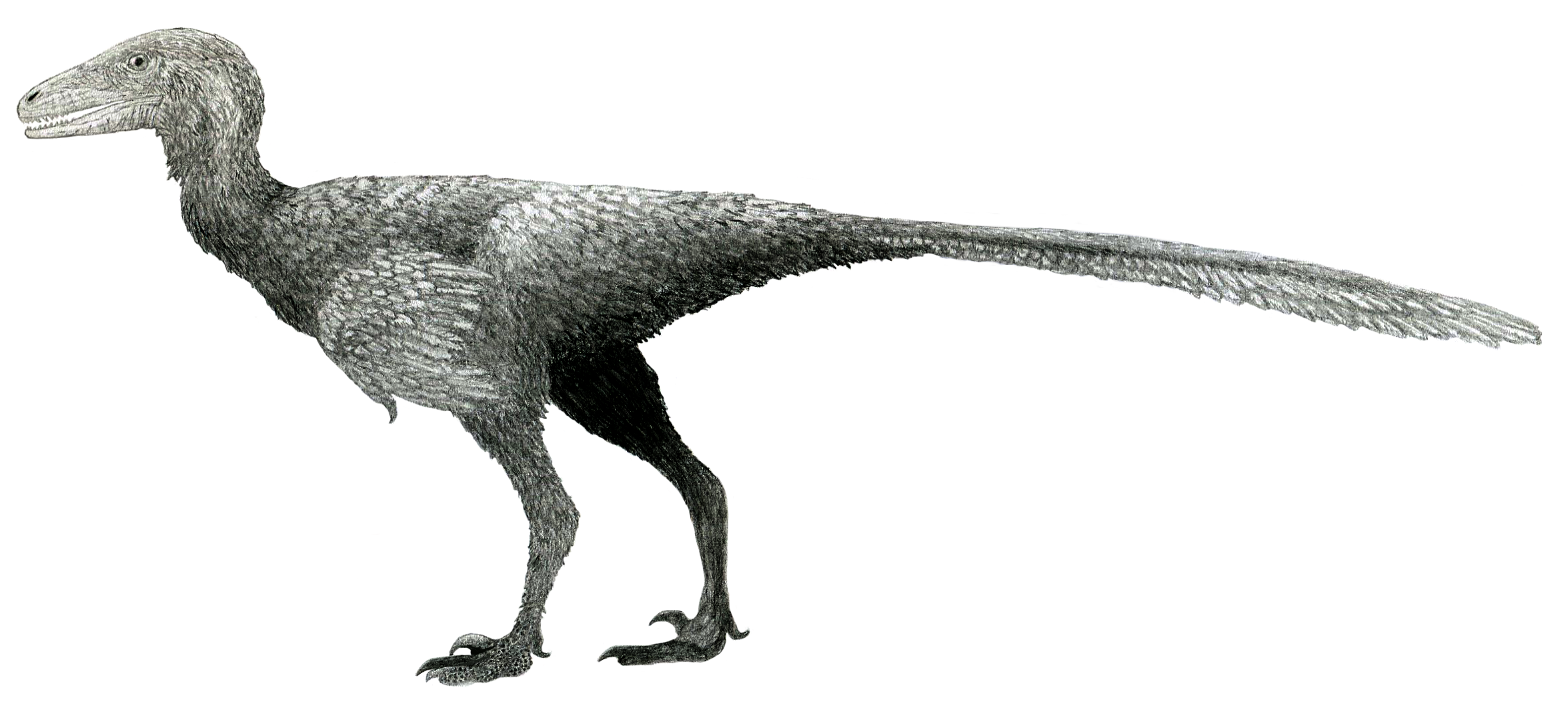
Художнє представлення
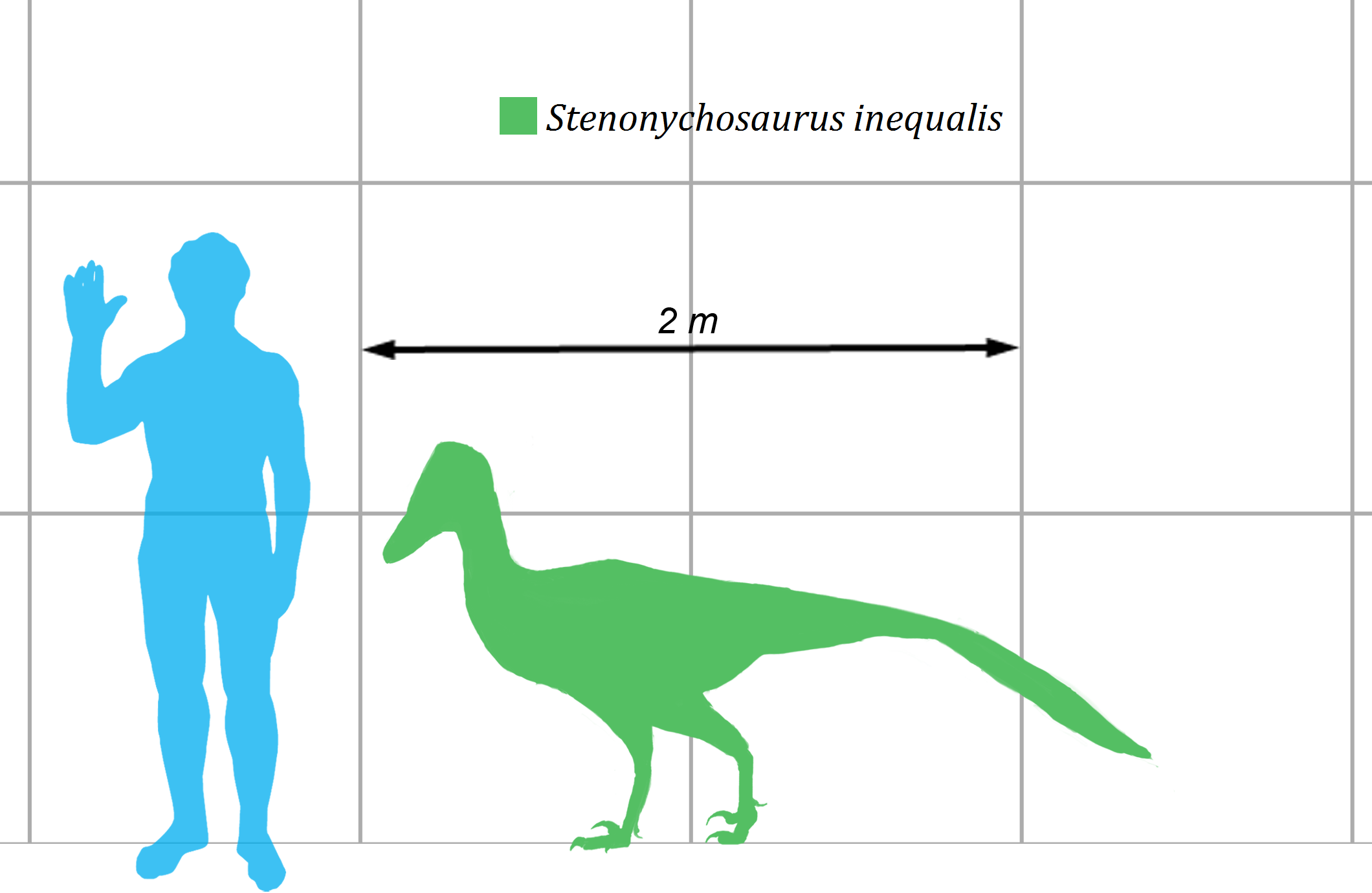
Розміри